# Kazimierz Granzow

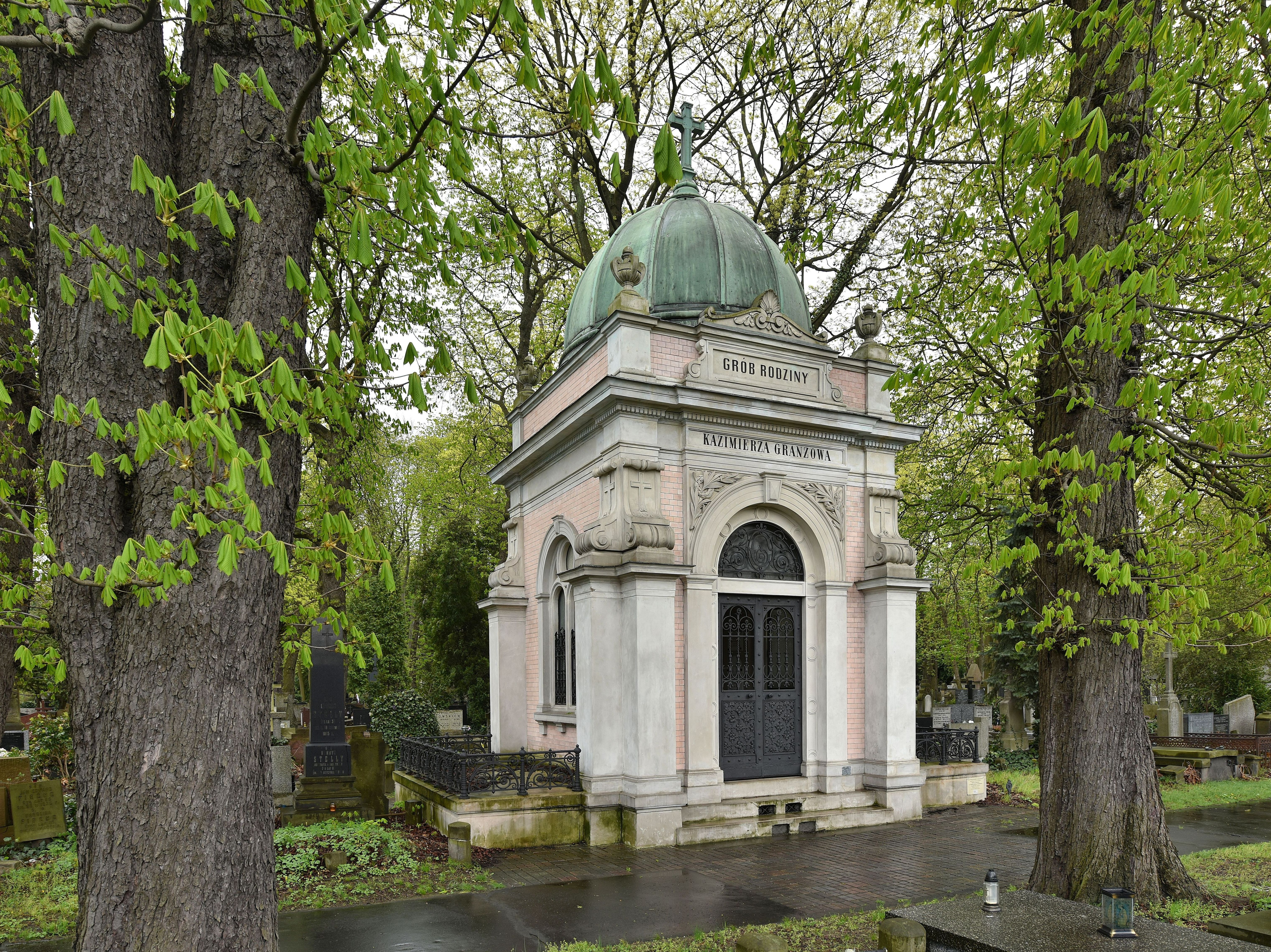
Grób Kazimierza Granzowa na cmentarzu ewangelicko-augsburskim w Warszawie

Lucjan Kazimierz Granzow (ur. 24 marca 1832 w Warszawie, zm. 24 grudnia 1912 w Warszawie) – warszawski przedsiębiorca budowlany pochodzenia niemieckiego, założyciel Zakładów Cegielnianych Kazimierza Granzowa w Kawęczynie, wierny Kościoła Ewangelicko-Augsburskiego w RP.

## Życiorys
Kawęczyńskie Zakłady Cegielniane Kazimierza Granzowa utworzone w 1866 działały przez ok. 80 lat jako jedne z największych i najsłynniejszych w Królestwie Polskim. Zostały one całkowicie zniszczone w okresie II wojny światowej. Obecnie na terenie tym znajduje się Elektrociepłownia Kawęczyn.
Jego firma zbudowała Wielką Synagogę w Warszawie. Kazimierz Granzow kierował pracami budowlanymi przy wznoszeniu takich budynków jak Szpital im. Dzieciątka Jezus, budynek Teatru Małego (zwanego Teatrem Granzowa), kościoła Wszystkich Świętych na Grzybowie, pałacyku Raua, budynków dworcowych kolei terespolskiej i kolei nadwiślańskiej i inne. Przyczynił się do wydania pierwszego w języku polskim podręcznika murarstwa.
Pochowany został na cmentarzu ewangelicko-augsburskim w Warszawie w alei 1, grób 76.

## Życie prywatne
Był synem Fryderyka (lub Ferdynanda) Granzowa, budowniczego, i Amelii Moeschke.
Z żoną Klementyną z Jaegerów (1843–1890) miał dwóch synów, Stanisława (architekta) i Władysława (malarza), oraz córkę Florę, po mężu Briggs. Jego wnukiem był Casimiro Florencio Granzow.